# Discothyrea horni
Discothyrea horni é uma espécie de formiga do gênero Discothyrea, pertencente à subfamília Proceratiinae.